# Victoria International 1997
Die Victoria International 1997 im Badminton fanden vom 8. bis zum 10. August 1997 statt. Auf der IBF-Turnierskala erreichte es die Wertung B.

## Sieger und Platzierte
| Disziplin    | Gold                         | Silber                       | Bronze                          |
| ------------ | ---------------------------- | ---------------------------- | ------------------------------- |
| Herreneinzel | Murray Hocking               | Stuart Brehaut               | Rio Suryana                     |
| Herreneinzel | Murray Hocking               | Stuart Brehaut               | Craig Booley                    |
| Dameneinzel  | Lisa Campbell                | Michaela Smith               | Rayoni Head                     |
| Dameneinzel  | Lisa Campbell                | Michaela Smith               | Kellie Lucas                    |
| Herrendoppel | Murray Hocking Mark Nichols  | Boyd Cooper Tennille Denney  | Matthew Anderson Stuart Brehaut |
| Herrendoppel | Murray Hocking Mark Nichols  | Boyd Cooper Tennille Denney  | David Draper Chris Thirlwell    |
| Damendoppel  | Lisa Campbell Michaela Smith | Rayoni Head Katrina Mirkovic | Lynda Graves Kate Wilson-Smith  |
| Damendoppel  | Lisa Campbell Michaela Smith | Rayoni Head Katrina Mirkovic | Lisa Bamford Sarah Hicks        |
| Mixed        | Murray Hocking Lisa Campbell | Craig Booley Michaela Smith  | Paul Godden Kate Wilson-Smith   |
| Mixed        | Murray Hocking Lisa Campbell | Craig Booley Michaela Smith  | Boyd Cooper Nikki Harwood       |